# Llista d'asteroides/191901-192000
| Nom      | Designació provisional | Data de descobriment   | Lloc de descobriment | Descobridor/s       |
| -------- | ---------------------- | ---------------------- | -------------------- | ------------------- |
| 191901 - | 2005 BK20              | 16 de gener de 2005    | Socorro              | LINEAR              |
| 191902 - | 2005 BU45              | 16 de gener de 2005    | Mauna Kea            | C. Veillet          |
| 191903 - | 2005 CE27              | 2 de febrer de 2005    | Kitt Peak            | Spacewatch          |
| 191904 - | 2005 CU37              | 4 de febrer de 2005    | RAS                  | RAS                 |
| 191905 - | 2005 CF57              | 2 de febrer de 2005    | Socorro              | LINEAR              |
| 191906 - | 2005 EY35              | 4 de març de 2005      | Catalina             | CSS                 |
| 191907 - | 2005 EN115             | 4 de març de 2005      | Socorro              | LINEAR              |
| 191908 - | 2005 EX121             | 8 de març de 2005      | Socorro              | LINEAR              |
| 191909 - | 2005 EV142             | 10 de març de 2005     | Catalina             | CSS                 |
| 191910 - | 2005 EO258             | 11 de març de 2005     | Mount Lemmon         | Mount Lemmon Survey |
| 191911 - | 2005 GG41              | 5 d'abril de 2005      | Mount Lemmon         | Mount Lemmon Survey |
| 191912 - | 2005 JL133             | 14 de maig de 2005     | Kitt Peak            | Spacewatch          |
| 191913 - | 2005 LO25              | 8 de juny de 2005      | Kitt Peak            | Spacewatch          |
| 191914 - | 2005 MT14              | 29 de juny de 2005     | Kitt Peak            | Spacewatch          |
| 191915 - | 2005 MJ19              | 29 de juny de 2005     | Palomar              | NEAT                |
| 191916 - | 2005 OJ2               | 28 de juliol de 2005   | Reedy Creek          | J. Broughton        |
| 191917 - | 2005 QO71              | 29 d'agost de 2005     | Socorro              | LINEAR              |
| 191918 - | 2005 QV73              | 29 d'agost de 2005     | Anderson Mesa        | LONEOS              |
| 191919 - | 2005 QS157             | 27 d'agost de 2005     | Anderson Mesa        | LONEOS              |
| 191920 - | 2005 SV29              | 23 de setembre de 2005 | Kitt Peak            | Spacewatch          |
| 191921 - | 2005 SQ33              | 23 de setembre de 2005 | Kitt Peak            | Spacewatch          |
| 191922 - | 2005 SB48              | 24 de setembre de 2005 | Kitt Peak            | Spacewatch          |
| 191923 - | 2005 SU51              | 24 de setembre de 2005 | Kitt Peak            | Spacewatch          |
| 191924 - | 2005 SG64              | 26 de setembre de 2005 | Kitt Peak            | Spacewatch          |
| 191925 - | 2005 SS66              | 27 de setembre de 2005 | Kitt Peak            | Spacewatch          |
| 191926 - | 2005 SA83              | 24 de setembre de 2005 | Kitt Peak            | Spacewatch          |
| 191927 - | 2005 SV89              | 24 de setembre de 2005 | Kitt Peak            | Spacewatch          |
| 191928 - | 2005 SR105             | 25 de setembre de 2005 | Palomar              | NEAT                |
| 191929 - | 2005 SN217             | 30 de setembre de 2005 | Palomar              | NEAT                |
| 191930 - | 2005 SC257             | 22 de setembre de 2005 | Palomar              | NEAT                |
| 191931 - | 2005 TU99              | 7 d'octubre de 2005    | Socorro              | LINEAR              |
| 191932 - | 2005 TE104             | 8 d'octubre de 2005    | Socorro              | LINEAR              |
| 191933 - | 2005 TL105             | 8 d'octubre de 2005    | Socorro              | LINEAR              |
| 191934 - | 2005 TX107             | 6 d'octubre de 2005    | Mount Lemmon         | Mount Lemmon Survey |
| 191935 - | 2005 UY2               | 24 d'octubre de 2005   | Palomar              | NEAT                |
| 191936 - | 2005 UM4               | 23 d'octubre de 2005   | RAS                  | R. Hutsebaut        |
| 191937 - | 2005 UD16              | 22 d'octubre de 2005   | Kitt Peak            | Spacewatch          |
| 191938 - | 2005 UA17              | 22 d'octubre de 2005   | Kitt Peak            | Spacewatch          |
| 191939 - | 2005 UV23              | 23 d'octubre de 2005   | Kitt Peak            | Spacewatch          |
| 191940 - | 2005 UV25              | 23 d'octubre de 2005   | Kitt Peak            | Spacewatch          |
| 191941 - | 2005 UE40              | 24 d'octubre de 2005   | Kitt Peak            | Spacewatch          |
| 191942 - | 2005 UH43              | 22 d'octubre de 2005   | Kitt Peak            | Spacewatch          |
| 191943 - | 2005 UM46              | 22 d'octubre de 2005   | Kitt Peak            | Spacewatch          |
| 191944 - | 2005 UG48              | 22 d'octubre de 2005   | Palomar              | NEAT                |
| 191945 - | 2005 UC72              | 23 d'octubre de 2005   | Catalina             | CSS                 |
| 191946 - | 2005 UL86              | 22 d'octubre de 2005   | Kitt Peak            | Spacewatch          |
| 191947 - | 2005 UZ100             | 22 d'octubre de 2005   | Kitt Peak            | Spacewatch          |
| 191948 - | 2005 UL105             | 22 d'octubre de 2005   | Kitt Peak            | Spacewatch          |
| 191949 - | 2005 UW105             | 22 d'octubre de 2005   | Kitt Peak            | Spacewatch          |
| 191950 - | 2005 UY111             | 22 d'octubre de 2005   | Kitt Peak            | Spacewatch          |
| 191951 - | 2005 UG112             | 22 d'octubre de 2005   | Kitt Peak            | Spacewatch          |
| 191952 - | 2005 UF117             | 23 d'octubre de 2005   | Catalina             | CSS                 |
| 191953 - | 2005 UJ123             | 24 d'octubre de 2005   | Kitt Peak            | Spacewatch          |
| 191954 - | 2005 UQ153             | 26 d'octubre de 2005   | Kitt Peak            | Spacewatch          |
| 191955 - | 2005 UB155             | 26 d'octubre de 2005   | Kitt Peak            | Spacewatch          |
| 191956 - | 2005 UG177             | 24 d'octubre de 2005   | Kitt Peak            | Spacewatch          |
| 191957 - | 2005 UP227             | 25 d'octubre de 2005   | Kitt Peak            | Spacewatch          |
| 191958 - | 2005 UY228             | 25 d'octubre de 2005   | Kitt Peak            | Spacewatch          |
| 191959 - | 2005 UL241             | 25 d'octubre de 2005   | Kitt Peak            | Spacewatch          |
| 191960 - | 2005 UY356             | 31 d'octubre de 2005   | Mount Lemmon         | Mount Lemmon Survey |
| 191961 - | 2005 UV442             | 30 d'octubre de 2005   | Catalina             | CSS                 |
| 191962 - | 2005 UJ483             | 22 d'octubre de 2005   | Catalina             | CSS                 |
| 191963 - | 2005 VW3               | 6 de novembre de 2005  | Socorro              | LINEAR              |
| 191964 - | 2005 VF7               | 12 de novembre de 2005 | Socorro              | LINEAR              |
| 191965 - | 2005 VB15              | 14 de novembre de 2005 | Socorro              | LINEAR              |
| 191966 - | 2005 VU17              | 4 de novembre de 2005  | Mount Lemmon         | Mount Lemmon Survey |
| 191967 - | 2005 VV33              | 2 de novembre de 2005  | Mount Lemmon         | Mount Lemmon Survey |
| 191968 - | 2005 VA43              | 4 de novembre de 2005  | Kitt Peak            | Spacewatch          |
| 191969 - | 2005 VD61              | 5 de novembre de 2005  | Catalina             | CSS                 |
| 191970 - | 2005 WF3               | 20 de novembre de 2005 | Anderson Mesa        | LONEOS              |
| 191971 - | 2005 WK14              | 22 de novembre de 2005 | Kitt Peak            | Spacewatch          |
| 191972 - | 2005 WR18              | 22 de novembre de 2005 | Kitt Peak            | Spacewatch          |
| 191973 - | 2005 WC20              | 21 de novembre de 2005 | Kitt Peak            | Spacewatch          |
| 191974 - | 2005 WG31              | 21 de novembre de 2005 | Kitt Peak            | Spacewatch          |
| 191975 - | 2005 WN32              | 21 de novembre de 2005 | Kitt Peak            | Spacewatch          |
| 191976 - | 2005 WR57              | 21 de novembre de 2005 | Great Shefford       | P. Birtwhistle      |
| 191977 - | 2005 WW58              | 30 de novembre de 2005 | Kitt Peak            | Spacewatch          |
| 191978 - | 2005 WB60              | 21 de novembre de 2005 | Catalina             | CSS                 |
| 191979 - | 2005 WZ62              | 25 de novembre de 2005 | Catalina             | CSS                 |
| 191980 - | 2005 WB67              | 22 de novembre de 2005 | Kitt Peak            | Spacewatch          |
| 191981 - | 2005 WR71              | 21 de novembre de 2005 | Catalina             | CSS                 |
| 191982 - | 2005 WV89              | 26 de novembre de 2005 | Catalina             | CSS                 |
| 191983 - | 2005 WV94              | 26 de novembre de 2005 | Kitt Peak            | Spacewatch          |
| 191984 - | 2005 WQ107             | 25 de novembre de 2005 | Mount Lemmon         | Mount Lemmon Survey |
| 191985 - | 2005 WB111             | 30 de novembre de 2005 | Kitt Peak            | Spacewatch          |
| 191986 - | 2005 WB140             | 26 de novembre de 2005 | Mount Lemmon         | Mount Lemmon Survey |
| 191987 - | 2005 WK144             | 30 de novembre de 2005 | Palomar              | NEAT                |
| 191988 - | 2005 WK153             | 29 de novembre de 2005 | Kitt Peak            | Spacewatch          |
| 191989 - | 2005 WS200             | 26 de novembre de 2005 | Kitt Peak            | Spacewatch          |
| 191990 - | 2005 WZ208             | 21 de novembre de 2005 | Kitt Peak            | Spacewatch          |
| 191991 - | 2005 XR1               | 2 de desembre de 2005  | Socorro              | LINEAR              |
| 191992 - | 2005 XJ3               | 1 de desembre de 2005  | Socorro              | LINEAR              |
| 191993 - | 2005 XX7               | 1 de desembre de 2005  | Kitt Peak            | Spacewatch          |
| 191994 - | 2005 XV21              | 2 de desembre de 2005  | Socorro              | LINEAR              |
| 191995 - | 2005 XG38              | 4 de desembre de 2005  | Kitt Peak            | Spacewatch          |
| 191996 - | 2005 XM48              | 2 de desembre de 2005  | Socorro              | LINEAR              |
| 191997 - | 2005 XK56              | 5 de desembre de 2005  | Socorro              | LINEAR              |
| 191998 - | 2005 XB62              | 5 de desembre de 2005  | Socorro              | LINEAR              |
| 191999 - | 2005 XG64              | 6 de desembre de 2005  | Kitt Peak            | Spacewatch          |
| 192000 - | 2005 XW67              | 5 de desembre de 2005  | Socorro              | LINEAR              |